# Christian Sarramon
Christian Sarramon, né en 1942 à Toulouse a été tour à tour éditeur, journaliste et photographe.

## Biographie
C'est pendant de son service militaire effectué en Bolivie en 1968 qu'il découvre la photographie.
Entre 1970 et 1980, il mène en parallèle une carrière d'éditeur dans la presse et l'édition (Groupe L'Express, L'Expansion, CEP, Éditions du Moniteur, Éditions Contrejour) et, en pointillés, une activité de photo-journaliste.
Puis, virage définitif au début des années 1980 où il ne conserve que la photographie.
Depuis, voyageant autour du monde et alimentant  sa curiosité pour l'architecture, les beaux-arts, la nature, la décoration et la vie urbaine, il a publié une quarantaine de livres sur des sujets aussi divers que : Les vins de Bordeaux, La Catalogne, l'Art de vivre à Amsterdam, les Iles Galapagos, ou les cigares Cubains…
Il a aussi collaboré avec de nombreux journaux et magazines comme : Géo, Animan, Vogue décoration, Vogue Hommes, Glamour, ELLE, Elle Décoration (France, Italie, Hollande, Espagne) ou le Figaro Magazine.
Si la plupart de ses travaux ont été publiés en couleur, ses travaux personnels restent en noir et blanc.
Il vit et travaille à Paris.

## Publications
- La passion des arts de la table, texte de Inès Heugel, éditions du Chêne, 2005,  (ISBN 978-2-84277-559-9)
- L’art de vivre en Normandie, Serge Gleizes, préface de Philippe Delerm, éditions Flammarion, 2004,  (ISBN 2082012549)
- Invitation à la Table, texte de Marie-France Lecherbonnier, édition du chêne, 1995.
- Villages de Provence, texte d'Alain Paire, édition Rivages, 1984.